# 平野克己
平野克己（ひらの かつみ、1956年 - ）は、日本のアフリカ研究者。
北海道小樽市生まれ。北海道小樽潮陵高等学校、早稲田大学政治経済学部経済学科卒、同大学院経済学研究科博士課程前期修了（経済学修士）。故堀江忠男に師事した。2011年に同志社大学から博士号（グローバル社会研究）。1984年から1987年まで在ジンバブエ日本大使館にて専門調査員、1988年から1991年まで笹川平和財団プログラムオフィサー、その後1991年にアジア経済研究所に入所。1993年から1995年まで南アフリカのウィットウォータースランド大学客員研究員。2004年から2007年まで日本貿易振興機構（ジェトロ）・ヨハネスブルクセンター所長、2008年から2012年まで地域研究センター長、2015年10月から2019年9月まで理事を務めた。1982年に早稲田大学小野梓記念学術賞、2003年に国際開発研究大来賞を受賞。

## 著書
- 『図説アフリカ経済』日本評論社、2002年4月。
- 『アフリカ問題 - 開発と援助の世界史』日本評論社、2009年11月。
- 『南アフリカの衝撃』日本経済新聞出版社、2009年12月。
- 『経済大陸アフリカ - 資源、食糧問題から開発政策まで』中央公論新社〈中公新書〉、2013年1月。

## 編著
- 『新生国家南アフリカの衝撃』日本貿易振興機構アジア経済研究所〈研究双書〉、1999年3月。
- 『アフリカ比較研究 諸学の挑戦』日本貿易振興機構アジア経済研究所〈研究双書〉、2001年3月。
- 『アフリカ経済学宣言』日本貿易振興機構アジア経済研究所〈研究双書〉、2003年3月。
- 『アフリカ経済実証分析』日本貿易振興機構アジア経済研究所〈研究双書〉、2005年3月。
- 『企業が変えるアフリカ 南アフリカ企業と中国企業のアフリカ展開』日本貿易振興機構アジア経済研究所、2006年3月。
- レッカ社編 編『日本人が知っておきたい「アフリカ53カ国」のすべて』（監修）PHP研究所〈PHP文庫〉、2011年2月。